# Andi
Andi es un pueblo ubicado en el municipio de Haljala, en el condado de Lääne-Viru, Estonia.

## Superficie
Posee una superficie de 2,546 kilómetros cuadrados.

## Demografía
Hasta 2000 la población era de 7 habitantes.